# Жуков, Антон Вавилович
Анто́н Вави́лович Жу́ков (1913, Мариупольский уезд, Екатеринославская губерния, Российская империя — 1991, Виноградовский сельский совет, Новоазовский район, Донецкая область) — старший чабан колхоза «Красный партизан» Приморского района Сталинской области, Украинская ССР. Герой Социалистического Труда (1949). До 1958 года единственный Герой Социалистического Труда в Украинской ССР, удостоенный звания за выдающиеся трудовые достижения в овцеводстве.

## Биография
Родился в 1913 году в крестьянской семье в одном из сельских населённых пунктов Мариупольского уезда (в советское время — Приморский район, Новоазовский район). Русский. С раннего возраста трудился в сельском хозяйстве. В послевоенное время — чабан, старший чабан в колхозе «Красный партизан» Приморского района.
Бригада под его руководством содержала колхозную отару в две тысячи голов на пастбище в окрестностях заповедника «Каменные могилы». Ежегодно показывал высокие трудовые результаты в овцеводстве. На начало 1948 года обслуживал 401 полугрубошёрстную матку и получил в среднем к отбивке от каждой сотни овцематок по 161 ягнёнку. Средний настриг от каждой овцы составил 5,5 килограмма шерсти.
Указом Президиума Верховного Совета СССР от 24 июня 1949 года удостоен звания Героя Социалистического Труда за «получение высокой продуктивности животноводства в 1948 году» с вручением ордена Ленина и золотой медали «Серп и Молот» (№ 3817).
При получении награды взял обязательство вырастить в 1949 году в среднем по 150 ягнят на каждую сотню от 600 овцематок и настричь в среднем от каждой овцы по 4 килограмма шерсти. В течение нескольких последующих лет занимал передовые позиции в социалистическом соревновании среди чабанов Украинской ССР, получая в среднем ежегодно по 7,1—7,3 килограмма шерсти от каждой овцы. После укрупнения трудился в колхозе имени Сталина Приморского района.
Неоднократно участвовал во Всесоюзной выставке ВСХВ, ВДНХ.
После выхода на пенсию проживал на территории Виноградовского сельского совета Новоазовского района. Умер в 1991 году.
Награды
- Герой Социалистического Труда
- Орден Ленина
- Орден Октябрьской Революции (06.09.1973)
- Орден Трудового Красного Знамени — дважды (26.02.1958; 22.03.1966)
- 6 медалей ВСХВ и ВДНХ.